# Figuera de les pagodes

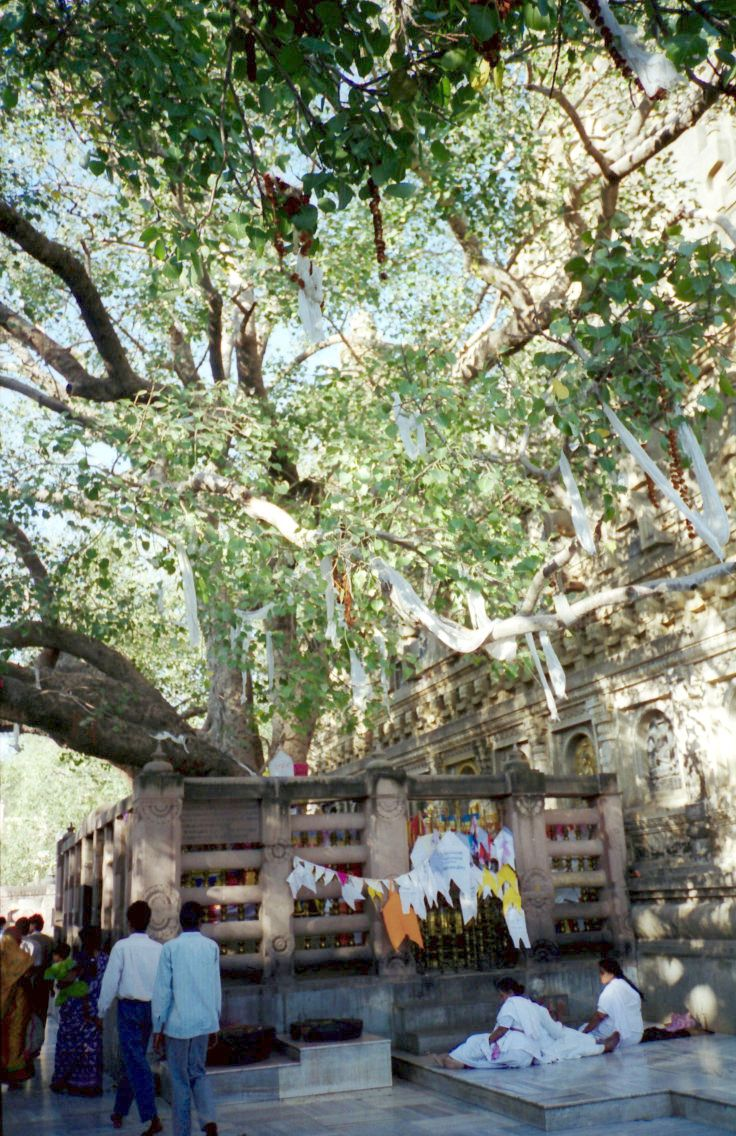
La figuera sagrada del temple Mahabodhi, que prové de l'arbre del despertar del Buda històric.

La figuera de les pagodes (Ficus religiosa) és una planta amb flor del gènere Ficus.

## Característiques
És un arbre de grans dimensions. Vist de lluny se sembla força al banià, però la forma de les fulles és molt diferent i característica.
La figuera sagrada és un arbre molt important en la religió budista. Es coneix també com a arbre de bodhi; bodhi és la il·luminació que Siddharta Gautama, el que posteriorment va esdevenir Buda, va assolir sota un arbre d'aquesta espècie al segle iii aC. Es troba sovint a la vora dels temples, reliquiaris i stupas (pagodes) del budisme on és costum caminar al voltant d'aquest arbre en senyal de veneració.
Aquest mateix arbre també té un gran significat religiós en les religions hinduista i jainista. És un símbol de prosperitat, goig i llarga vida. En els textos hindús es troba associat amb el naixement del riu mític Sarasvatí.